# Faimar
Faimar Baia Mare este o companie producătoare de faianță din România.
Compania a fost fondată în anul 1979 și privatizată în 1996.
Titlurile societății se tranzacționează la categoria de bază a pieței Rasdaq, secțiunea XMBS, sub simbolul FMAR.
Cifra de afaceri în 2007: 15 milioane lei